# Настоящие медососы
Настоящие медососы, или медососы (лат. Meliphaga), — род воробьиных птиц из семейства медососовых (Meliphagidae).
Название объединяет в себе древнегреческое meli (мёд) и -phagos (есть).

## Ареал
Настоящие медососы обитают в Австралии и Новой Гвинеи. Ареалы видов практически не пересекаются, исключение составляет северо-восток Квинсленда, где обитают и Meliphaga lewinii, и Meliphaga notata, но они предпочитают разные высоты.

## Систематика
В 1975 году австралийский орнитолог Ричард Шодд поместил роды крупных птиц (Melidectes, Pycnopygius, Anthochaera, Philemon, Acanthagenys, Entomyzon, Manorina, Meliphaga, Lichenostomus, Melithreptus) в одну ветвь эволюции медососов.
Согласно молекулярным исследованиям J. A. Norman с коллегами, род настоящих медососов был разделён на две ветви, одна из которых позднее была перенемена в род Microptilotis, а в Meliphaga осталось всего три вида. Энциклопедия Handbook of the Birds of the World Alive продолжает относить эти виды к настоящим медососам.

### Классификация
Международный союз орнитологов относит к роду 3 вида птиц:
- Meliphaga aruensis (Sharpe, 1884) — Аруанский медосос[1]
- Meliphaga lewinii (Swainson, 1837) — Золотоухий медосос[1]
- Meliphaga notata (Gould, 1867) — Желтопятнистый медосос[1]